# Dvoje v stepi
Dvoje v stepi (russisk: Двое в степи) er en sovjetisk spillefilm fra 1964 af Anatolij Efros.

## Medvirkende
- Valerij Babjatinskij som Ogarkov
- Assu Nurekenov
- V. Batalova
- Svetlana Konovalova
- Jevgenija Presnikova